# Eupithecia minutata
Eupithecia minutata là một loài bướm đêm trong họ Geometridae.